# Portugal nos Jogos Olímpicos de Verão de 1928
Portugal participou dos Jogos Olímpicos de Verão de 1928 na cidade de Amsterdã, nos países Baixos.

## Participantes portugueses
- José Prata de Lima - Atletismo;
- Hélder Martins com Avro, João Victorino Froes de Almeida com Gaillard, José Mousinho com Hebraico, Luís da Costa Ivens Ferraz com Marco Visconti - Hipismo;
- António Guedes Herédia - Vela;
- Sebastião Freitas Branco Herédia - Pentatlo;
- Jorge Vieira, António Roquete, Vítor Silva, José Manuel Martins, Óscar de Carvalho, João dos Santos, Carlos Alves, Raul Figueiredo, Augusto Silva, César de Matos, Valdemar Mota, Pepe e Armando Martins - Futebol.[3]

## Desempenho

### Futebol
- Portugal - Chile: 4-2;
- Oitavos-de-final: Portugal - Jugoslávia: 1-0;
- Quartos-de-final: Portugal - Egipto: 0-2.

## Medalistas

### Bronze
- Frederico Paredes, Henrique da Silveira, João Sassetti, Jorge de Paiva, Mário de Noronha e Paulo d'Eça Leal - Esgrima, Espada por equipes masculino